# Cistecephalus
Cistecephalus es un género extinto de sinápsido cistecefálido que vivió hace 260 millones de años en el periodo Pérmico. Fue uno primeros géneros de dicinodontos en ser designados por Richard Owen en 1876.

## Características

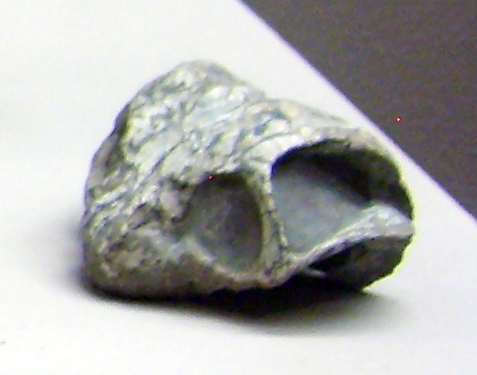
Cráneo de Cistecephalus angusticeps en el Museo de Historia Natural de Berlín.

La cabeza era aplanada y en forma de cuña, el cuerpo corto, y las extremidades anteriores muy fuertes, tenía similitudes en la estructura de las extremidades anteriores con las de los mamíferos excavadores modernos. Su longitud no superaba los 33 cm.

## Paleobiología
Por sus características, debió de habitar en galerías subterráneas, al igual que los topos actuales. Animal pequeño y robusto, debió de abrirse paso excavando con sus miembros delanteros y retirando la tierra con las extremidades traseras. En la oscuridad de su mundo subterráneo, este animal debió de alimentarse de lombrices, escarabajos, caracoles y otros animalejos que encontraba en su red de túneles; aunque también pudo alimentarse de los tallos subterráneos blandos de las cola de caballo y los helechos.

## Distribución
Sus restos han sido encontrados en Sudáfrica, Zambia y en la India.